# Списък на фигурите в Анатомията на Грей: V. Ангиология
Фигурите по-долу се срещат в глава V-та: Ангиология от Анатомията на Грей (версия от 1918 г.)

## Въведение(Тема 133)
- Фигура 448
- Фигура 449
- Фигура 450
- Фигура 451
- Фигура 452

## Кръв(Тема 134)
- Фигура 453
- Фигура 454
- Фигура 455
- Фигура 456

## Развитие накръвоносната система(Тема 135)
- Фигура 457
- Фигура 458
- Фигура 459
- Фигура 460
- Фигура 461
- Фигура 462
- Фигура 463
- Фигура 464
- Фигура 465
- Фигура 466
- Фигура 467
- Фигура 468
- Фигура 469
- Фигура 470
- Фигура 471
- Фигура 472
- Фигура 473
- Фигура 474
- Фигура 475
- Фигура 476
- Фигура 477
- Фигура 478
- Фигура 479
- Фигура 480
- Фигура 481
- Фигура 482
- Фигура 483
- Фигура 484
- Фигура 485
- Фигура 486
- Фигура 487
- Фигура 488

## Перикард(Тема 137)
- Фигура 489

## Сърце(Тема 138)
- Фигура 490
- Фигура 491
- Фигура 492
- Фигура 493
- Фигура 494
- Фигура 495
- Фигура 496
- Фигура 497
- Фигура 498
- Фигура 499
- Фигура 500
- Фигура 501

## Peculiarities in thevascular systemin theфетуса(Тема 139)
- Фигура 502